# Flaga Tatarów krymskich
Flaga Tatarów krymskich – flaga, będąca jednym z symboli narodowych Tatarów krymskich. Została wprowadzona w 1917 roku.

## Historia

Pierwszy wariant flagi z 1917 r.

Pod koniec 1917 roku w Bakczysaraju zebrał się pierwszy kongres Tatarów krymskich, tzw. Kurułtaj. Podczas posiedzenia proklamowano powstanie Krymskiej Republiki Ludowej, ustanowiono też m.in. flagę Tatarów krymskich z tamgą w lewym górnym rogu.
Latem 1991 roku, w obliczu uzyskania niepodległości przez Ukrainę (z Krymem wchodzącym w skład jej terytorium), zebrał się drugi Kurułtaj. Na posiedzeniu 30 czerwca 1991 roku ponownie przyjęto uchwałę ustanawiającą flagę Tatarów krymskich.
Od 2010 roku dzień 26 czerwca obchodzony jest przez Tatarów krymskich jako święto flagi.

## Opis
Flagę stanowi niebieski prostokąt z żółtym herbem Tatarów krymskich (tzw. Tarak Tamga – tamga rodu Girejów) umiejscowionym w lewym górnym rogu. Proporcje boków flagi przyjęto w stosunku 1:2.
Kolor niebieski, kojarzony z niebem, stepami, rzekami i jeziorami, był często używany przez ludy tureckie. Ma symbolizować czystość, wolność, uczciwość, wierność, perfekcjonizm i siłę.
Tamga jest charakterystycznym znakiem plemiennym, rodowym i własnościowym używanym przez ludy Wielkiego Stepu. Do flagi Tatarów krymskich przyjęto jeden z wariantów tamgi („Tarak Tamga”), jaki używany był przez ród Girejów, władców Chanatu Krymskiego.